# Tower Hill, Antarktis
Tower Hill är en kulle i Antarktis. Den ligger i Sydshetlandsöarna. Argentina, Chile och Storbritannien gör anspråk på området. Toppen på Tower Hill är 1 125 meter över havet.
Terrängen runt Tower Hill är huvudsakligen kuperad, men den allra närmaste omgivningen är bergig. Havet är nära Tower Hill åt nordväst. Tower Hill är den högsta punkten i trakten. Trakten är obefolkad. Det finns inga samhällen i närheten. 